# ایوان بارانوف
ایوان بارانوف (انگلیسی: Ivan Baranov؛ زادهٔ ۱۶ ژوئن ۱۹۸۵) بازیکن فوتبال اهل اوکراین است.
از باشگاه‌هایی که در آن بازی کرده‌است می‌توان به باشگاه فوتبال آرسنال کی‌یف اشاره کرد.